# Дискография MadeinTYO
Дискография MadeinTYO содержит два студийных альбома, 13 синглов, два мини-альбома и четыре микстейпа.

## Альбомы

### Студийные альбомы
| Название         | Детали                                                                                                   | Высшая позиция в чарте | Высшая позиция в чарте | Высшая позиция в чарте | Высшая позиция в чарте |
| Название         | Детали                                                                                                   | US                     | US R&B/HH              | US Rap                 | CAN                    |
| ---------------- | --- | ---------------------- | ---------------------- | ---------------------- | ---------------------- |
| Sincerely, Tokyo | - Выпущен: 26 октября 2018 - Лейбл: Privateclub - Формат: Цифровая загрузка                              | 98                     | 51                     | —                      | 89                     |
| Never Forgotten  | - Выпущен: 30 октября 2020 года - Лейблы: Privateclub, Commission - Форматы: Цифровая загрузка, стриминг | —                      | —                      | —                      | —                      |

### Микстейпы
| Название                                                 | Детали                                                                                    | Высшая позиция в чартах | Высшая позиция в чартах | Высшая позиция в чартах |
| Название                                                 | Детали                                                                                    | US                      | US R&B/HH               | US Rap                  |
| -------------------------------------------------------- | ----------------------------------------------------------------------------------------- | ----------------------- | ----------------------- | ----------------------- |
| You Are Forgiven                                         | - Выпущен: 27 апреля 2016 - Лейблы: Privateclub, Warner Bros. - Формат: Цифровая загрузка | 122                     | 33                      | 21                      |
| Thank You, Mr. Tokyo                                     | - Выпущен: 19 августа 2016 - Лейбл: Privateclub, Warner Bros. - Формат: Цифровая загрузка | —                       | —                       | —                       |
| I Bet You Get This All the Time (совместно с MyNamePhin) | - Выпущен: 6 июля 2018 - Лейбл: Privateclub, Warner Bros. - Формат: Цифровая загрузка     | —                       | —                       | —                       |
| Yokohama (совместно с UnoTheActivist)                    | - Выпущен: 10 декабря 2021 - Лейбл: Внелейбла - Формат: Цифровая загрузка                 | —                       | —                       | —                       |

## Мини-альбомы
| Название                           | Детали                                                                      |
| ---------------------------------- | --------------------------------------------------------------------------- |
| 24Hrs In Tokyo (совместно с 24Hrs) | - Выпущен: 28 декабря 2016 - Лейбл: Privateclub - Формат: Цифровая загрузка |
| True’s World                       | - Выпущен: 25 августа 2017 - Лейбл: Privateclub - Формат: Цифровая загрузка |

## Синглы

#### Как главный артист
| Название                                                | Год  | Высшая позиция в чартах | Высшая позиция в чартах | Высшая позиция в чартах | Сертификации           | Альбом             |
| Название                                                | Год  | US                      | US R&B/HH               | US Rap                  | Сертификации           | Альбом             |
| ------------------------------------------------------- | ---- | ----------------------- | ----------------------- | ----------------------- | ---------------------- | ------------------ |
| «Uber Everywhere» (соло или при участии Трэвиса Скотта) | 2016 | 51                      | 16                      | 11                      | - RIAA: 2 × платиновый | You Are Forgiven   |
| «I Want» (соло или при участии 2 Chainz)                | 2016 | —                       | —                       | —                       | - RIAA: золотой        | You Are Forgiven   |
| «Skateboard P» (Remix) (при участии Big Sean)           | 2016 | —                       | 42                      | —                       | - RIAA: платиновый     | Внеальбомный сингл |
| «Ned Flanders» (при участии A$AP Ferg)                  | 2018 | —                       | —                       | —                       | - RIAA: золотой        | Sincerely, Tokyo   |
| «Wam» (совместно с A$AP Ferg)                           | 2019 | —                       | —                       | —                       |                        | Floor Seats        |
| «Money Up» (совместно с Toro Y Moi)                     | 2020 | —                       | —                       | —                       |                        | Never Forgotten    |
| «BET Uncut» (при участии Chance the Rapper и Smino)     | 2020 | —                       | —                       | —                       |                        | Never Forgotten    |

#### В качестве приглашённого исполнителя
| Год  | Название                                                      | Альбом              |
| ---- | ------------------------------------------------------------- | ------------------- |
| 2015 | «Free Throw» (Gio Dee при участии Metro Boomin и MadeinTYO)   | Mind Yo Business EP |
| 2016 | «Had To» (Royce Rizzy при участии MadeinTYO)                  | Внеальбомные синглы |
| 2017 | «Shake It Up» (G-Eazy при участии E-40, MadeinTYO, and 24hrs) | Внеальбомные синглы |

## Гостевое участие
Список песен в качестве приглашённого исполнителя с указанием года выпуска и названием альбома
| Название           | Год  | Исполнитель                              | Альбом                     |
| ------------------ | ---- | ---------------------------------------- | -------------------------- |
| «Bachelor»         | 2016 | ASAP Mob, ASAP Rocky, Lil Yachty, Offset | Cozy Tapes Vol. 1: Friends |
| «Instinct»         | 2016 | Roy Woods                                | Nocturnal                  |
| «LAMN»             | 2017 | Left Brain                               | Mind Gone Volume 1         |
| «JustLikeMyPiss»   | 2017 | Ski Mask the Slump God                   | YouWillRegret              |
| «Lil Favorite»     | 2017 | Ty Dolla Sign                            | Beach House 3              |
| «New Wave»         | 2017 | Rich the Kid, Famous Dex                 | The Rich Forever Way       |
| «Mine»             | 2017 | Kyle                                     | Внеальбомный сингл         |
| «One Night Savage» | 2017 | ASAP Ferg                                | Still Striving             |
| «Match Hunters»    | 2018 | Xavier Wulf                              | East Memphis Maniac        |
| «Backwood»         | 2019 | 24hrs, Mynamephin                        | Valentino Twenty           |

### Комментарии
1. ↑  "Skateboard P" не был в чарте Billboard Hot 100, но достиг номера 2 в чарте Bubbling Under Hot 100 Singles.[20]